# Nugunu
Nugunu är ett utdött australiskt språk. Nugunu talades i Sydaustralien och tillhörde de pama-nyunganska språken.